# Fontana del Carciofo (Madrid)
La fontana del Carciofo (in spagnolo fuente de la Alcachofa) è una fontana che si trova all'interno del Parque del Retiro di Madrid.
La fontana è stata progettata da Ventura Rodríguez nel 1776 e realizzata tra il 1781 e il 1782 dagli scultori Alfonso Giraldo Bergaz, Antonio Primo e José Rodríguez.
La fontana è composta da una colonna centrale, sostenuta da un tritone e da una nereide che mostrano lo stemma di Madrid. La colonna a sua volta sostiene una vasca circolare nel cui centro sono rappresentati alcuni bambini sotto un grande carciofo, che dà il nome alla fontana. La fontana è realizzata in pietra calcarea, ad eccezione della parte superiore che è in granito proveniente dalle cave di Redueña.

La fontana era collocata in origine ad una delle estremità del Paseo del Prado, la plaza del Emperador Carlos V, da dove venne spostata nel 1880 per facilitare il traffico nella piazza. Oggi nello stesso luogo si trova una riproduzione in bronzo della fontana.

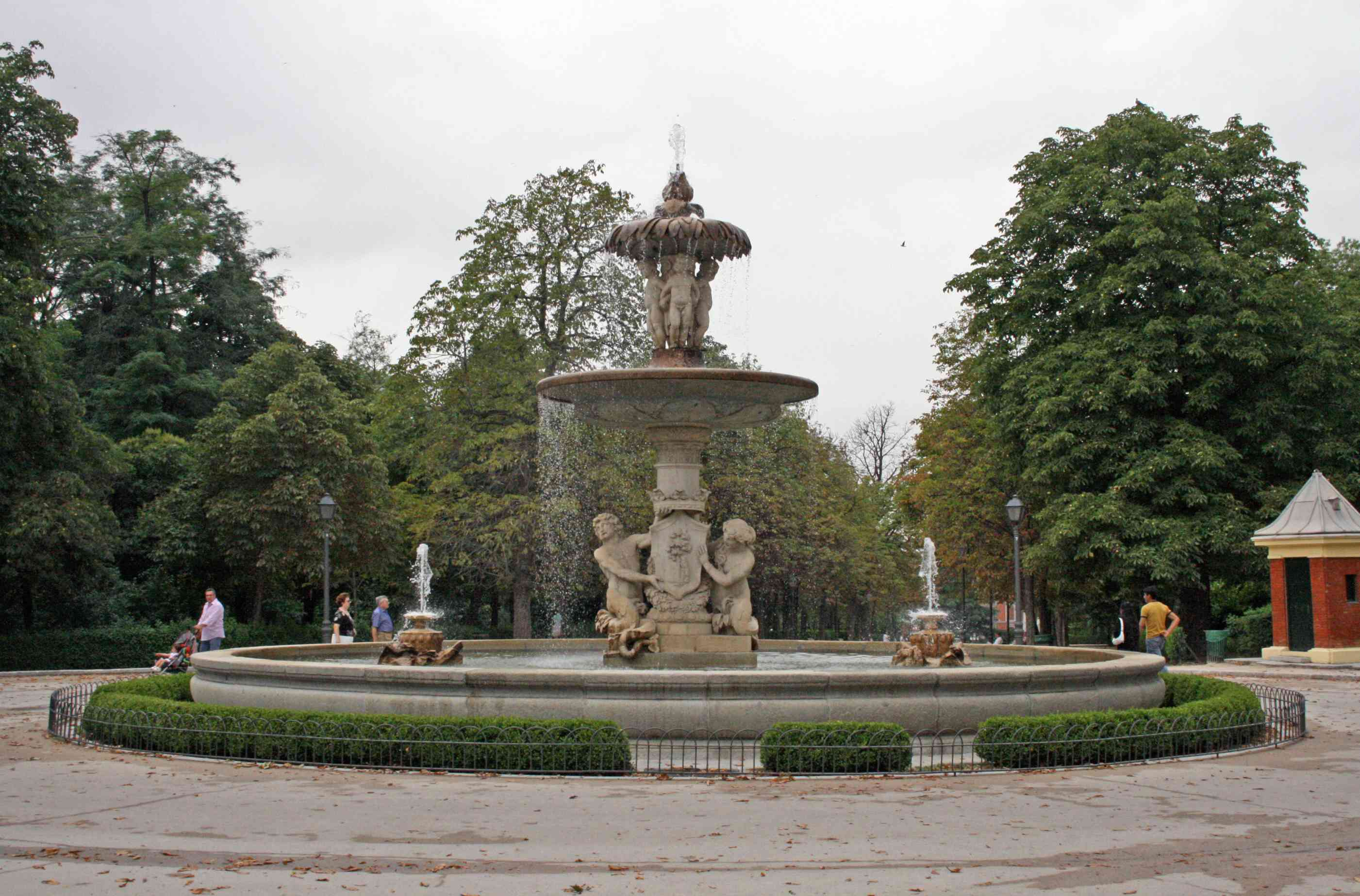
Il lato occidentale